# كالفين فلمور
كالفين فيلمور هو سياسي أمريكي، ولد في 30 أبريل 1775، وتوفي في 22 أكتوبر 1865. انتخب عضو جمعية ولاية نيويورك ‏.